# Zeche Knappsack
Die Zeche Knappsack in Witten-Am Hohenstein ist ein ehemaliges Steinkohlenbergwerk. Das Bergwerk war auch unter dem Namen Zeche Knapsackbäncke bekannt. Ein weiterer Namen für das Bergwerk war Zeche Knapsack am Hohen Steine im Gericht Witten.

## Bergwerksgeschichte
Das Bergwerk war bereits im Jahr 1771 in Betrieb, über die Gründung des Bergwerks gibt es keine Angaben. Am 1. März des Jahres 1771 waren als Gewerken Johann Peter Mercklinghaus, Johann Caspar Hundeicker, Johann Henrich Oberste Frielinghaus und Freiherr Clemens August von Elverfeldt in den Unterlagen vermerkt. Jeder der vier Gewerken besaß einen Anteil von 32 Kuxen.  Zu diesem Zeitpunkt wurde die Mutung eingelegt, die Vermessung und Belehnung war beantragt worden und die Rezeßgelder wurden bezahlt. Im Jahr 1788 wurde das Bergwerk vermessen. Am 6. März des Jahres 1790 wurde ein Längenfeld für den Abbau in Flöz Kreftenscheer verliehen. Im Anschluss an die Verleihung wurde im Stollenbau abgebaut. Im Oktober des Jahres 1798 wurde am Ruhrufer ein neuer Stollen angesetzt. Im selben Jahr wurden die alten Grubenbaue gesäubert. Am 23. Februar des Jahres 1799 wurde das Bergwerk stillgelegt. Im März des Jahres 1848 wurde das Bergwerk wieder in Betrieb genommen. Im Jahr 1849 wurde im oberen (alten) Stollen abgebaut. Außerdem wurde an der Straße zwischen Witten und Wetter ein unterer Stollen angesetzt. In diesem Jahr wurden 18.807 Scheffel Steinkohle gefördert. Im darauffolgenden Jahr wurden mit sieben Bergleuten 43.210 Scheffel Steinkohle gefördert. Ab dem 4. März des Jahres 1852 war das Bergwerk erneut außer Betrieb. Am 20. September des Jahres 1856 konsolidierte die Zeche Knappsack mit den Zechen Timmerbeil und Theodora zur Zeche Timmerbeil Tiefbau.